# Adolf von Harnack

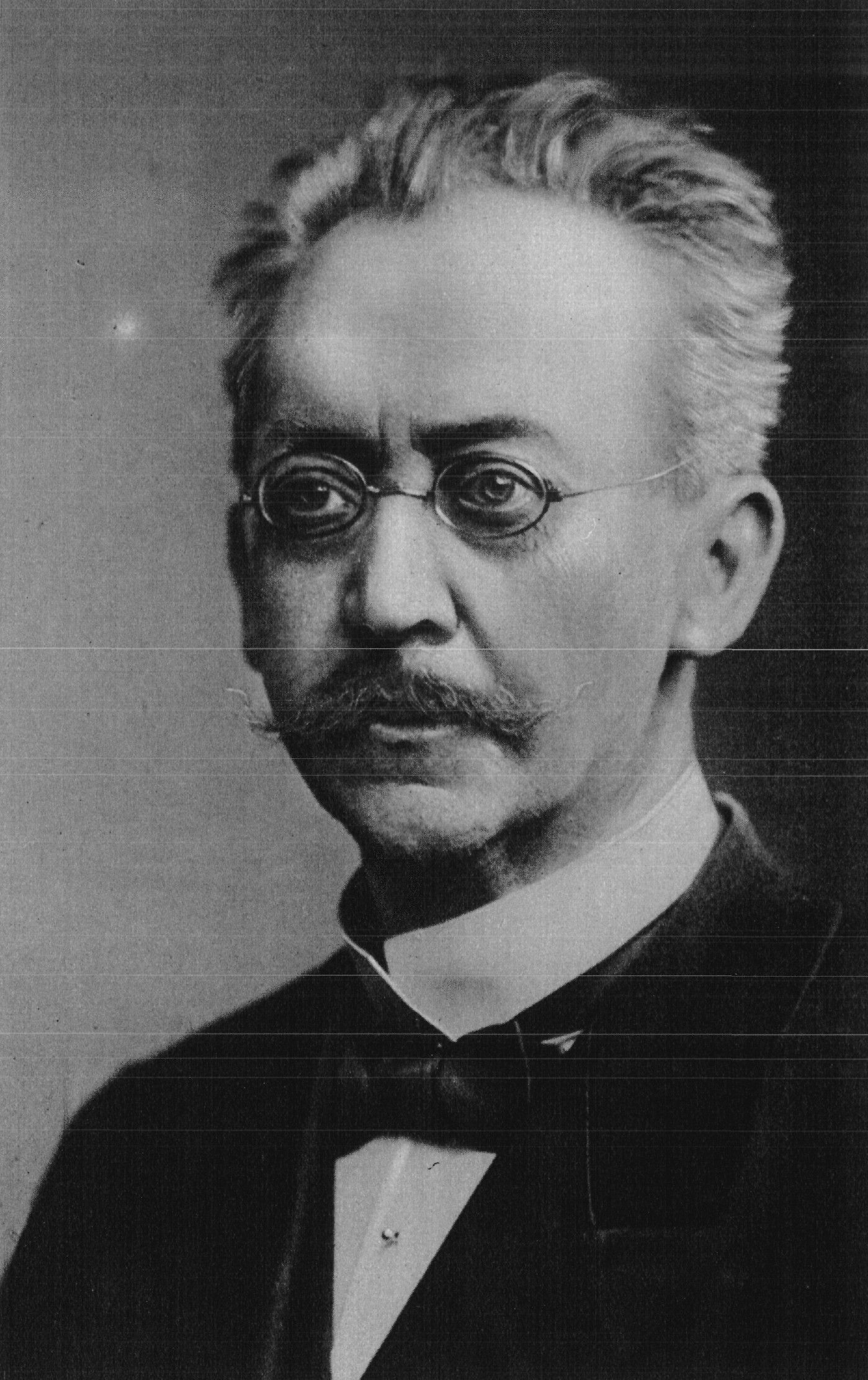
Adolf von Harnack

Karl Gustav Adolf Harnack, ab 1914 von Harnack (* 25. Apriljul. / 7. Mai 1851greg. in Dorpat, Gouvernement Livland; † 10. Juni 1930 in Heidelberg), war ein deutscher protestantischer Theologe und Kirchenhistoriker mit dem Schwerpunkt Dogmengeschichte. Er war Hochschullehrer und wirkte kulturpolitisch als Wissenschaftsorganisator in Preußen.

## Leben

### Herkunft und Familie
Adolf Harnack kam aus der Welt des deutschbaltischen Luthertums. Sein Vater Theodosius Harnack war Luther-Forscher an der Kaiserlichen Universität Dorpat und der Universität Erlangen. Sein Zwillingsbruder Axel wurde Mathematiker, sein jüngerer Bruder Erich Pharmakologe und sein jüngerer Bruder Otto Literaturwissenschaftler.
Adolf Harnack heiratete am 27. Dezember 1879 in Leipzig Amalie Thiersch (* 31. August 1858 in Erlangen; † 28. Dezember 1937 in Berlin), eine Tochter des Chirurgen Carl Thiersch (1822–1895), Professor an den Universitäten München, Erlangen und Leipzig, und der Johanna von Liebig, einer Tochter des Chemikers Justus von Liebig (1803–1873). Das Ehepaar hatte sieben Kinder.
Der von den Nationalsozialisten wegen der Beteiligung am Attentat vom 20. Juli 1944 hingerichtete Sohn Ernst von Harnack (1888–1945) hatte sich in der SPD engagiert. Der jüngste Sohn Axel von Harnack (1895–1974) war Historiker und Philologe und als Bibliothekar tätig. Die Tochter Agnes von Zahn-Harnack (1884–1950) war eine prominente Vertreterin der bürgerlichen Frauenbewegung und Mitglied der Deutschen Demokratischen Partei. Sie war mit dem Ministerialbeamten Karl von Zahn verheiratet. Die Tochter Elisabet von Harnack (1892–1976) war eine bedeutende Sozialarbeiterin.
Arvid Harnack (1901–1942), hingerichtet als Widerstandskämpfer gegen den Nationalsozialismus, und dessen Bruder Falk (1913–1991), Regisseur und ebenfalls Widerstandskämpfer, waren Söhne seines Bruders Otto.

### Werdegang

Berliner Gedenktafel, Gebäude Fasanenstr. 43 in Wilmersdorf

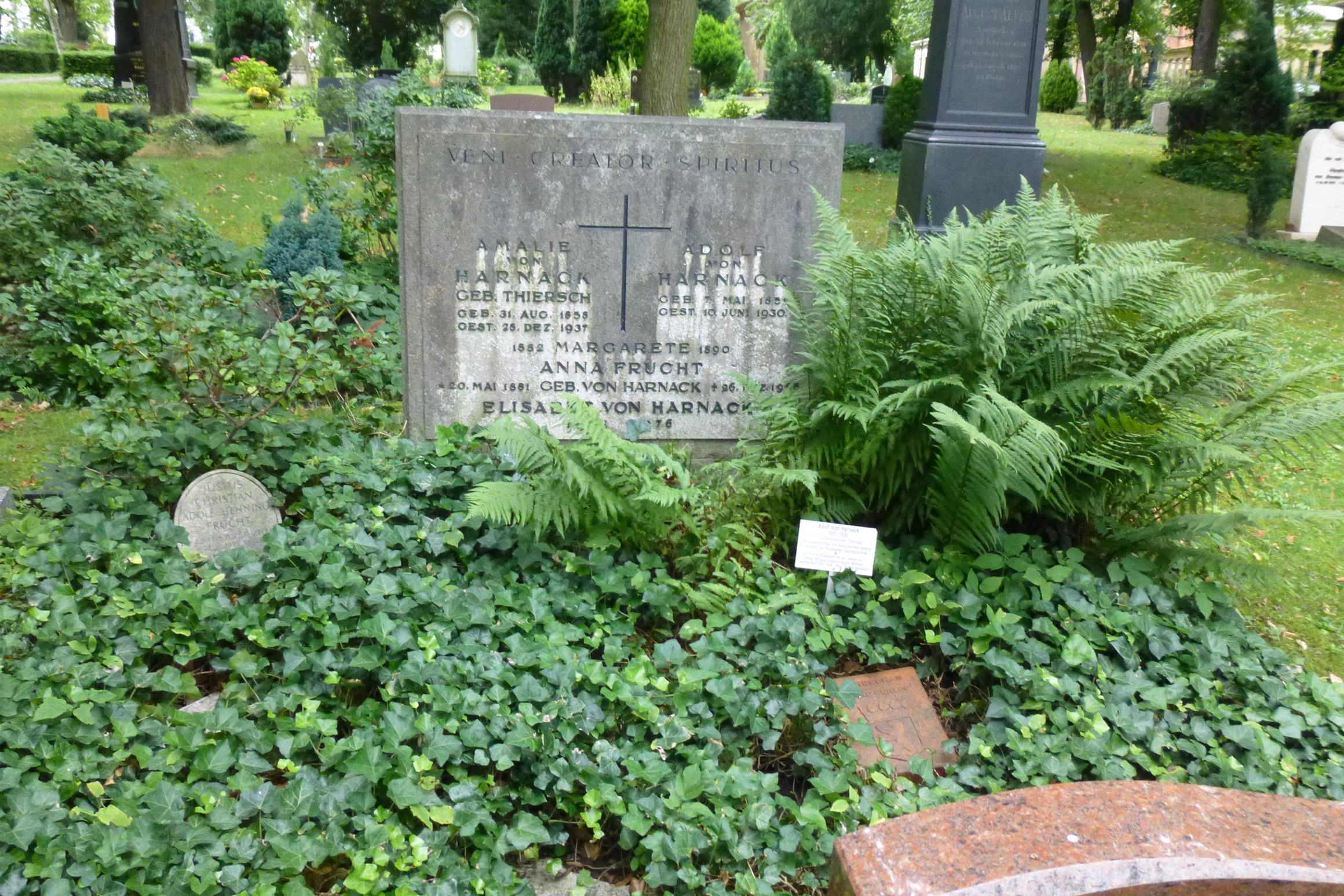
Grabstätte der Familie von Harnack auf dem Alten St.-Matthäus-Kirchhof Berlin

Adolf Harnack besuchte das Gymnasium seiner Heimatstadt Dorpat, an dem er 1868 das Abitur ablegte. Er begann 1869 an der Universität Dorpat sein Theologiestudium und trat der Corporation Livonia bei. Ab Herbst 1872 studierte er in Leipzig Evangelische Theologie, promovierte 1873 und habilitierte sich 1874 dort. Die Universität Leipzig ernannte ihn 1876 zum außerordentlichen Professor. Als Ordinarius für Kirchengeschichte wirkte er später an der Universität Gießen (1879–1886), der Philipps-Universität Marburg (1886–1888) und der Berliner Friedrich-Wilhelms-Universität (1888–1924). 1890 wurde er ordentliches Mitglied der Königlich-Preußischen Akademie in Berlin. Seit 1897 war er korrespondierendes Mitglied der Bayerischen Akademie der Wissenschaften.
Von 1905 bis 1921 war Harnack parallel dazu Generaldirektor der Königlichen Bibliothek, die 1918 in Preußische Staatsbibliothek umbenannt wurde. Harnack wurde am 23. Januar 1911 vom Senat der zehn Tage zuvor gegründeten Kaiser-Wilhelm-Gesellschaft (KWG), heute Max-Planck-Gesellschaft, zu deren Präsidenten gewählt. Dieses Amt hatte er bis 1930 inne. In dieser Funktion war er von 1911 bis 1930 zugleich Mitglied des Senats der KWG. Harnack lebte von 1911 bis zu seinem Tode in Berlin-Grunewald. Harnack starb 1930 nach kurzer Krankheit in Heidelberg. Sein Urnengrab befindet sich auf dem Alten St.-Matthäus-Kirchhof in Berlin (Abt. C-Reihe 005-Nr.005-009). Es ist seit 1952 als Ehrengrab des Landes Berlin gewidmet.

## Theologisches Werk
Bereits als junger Privatdozent nahm er – beeinflusst durch die Theologie Albrecht Ritschls – eine kritische Perspektive zur christlichen Dogmengeschichte ein. Harnacks Verständnis des Protestantismus war das von Reformation und Revolution: Reformation der Heilslehre und Revolution gegen die Autorität der katholischen Kirche, gegen ihren hierarchischen Apparat mit eigener kirchlicher Rechtsordnung und gegen ihre Kultusordnung. Jesus habe das Kultische, das im Judentum galt, beiseite geschoben. Er habe nicht auf kultische Reinigung und Heiligung, sondern allein auf die Seele des Menschen gesetzt. Harnack unterschied scharf zwischen der Verkündigung Jesu (dem Evangelium) und dem Dogma. Zwar erachtete er die dogmengeschichtliche Entwicklung als historisch notwendig, doch auch als eine Überfremdung der Jesusbotschaft durch den Hellenismus („Hellenisierung des Christentums“). Das moralische Handeln des Einzelnen, seine Werke der Liebe würden entscheiden, ob der Einzelne in ein Reich Gottes eingehe oder nicht. Das römisch-katholische und das orthodoxe Christentum sei dem Kult des Judentums ähnlich. Nur das protestantische Christentum habe die Botschaft Jesu in seiner Reinheit wiederhergestellt.
Sein dreibändiges Lehrbuch der Dogmengeschichte (1886–1890; mehrere erweiterte Neuauflagen) gilt als seine wichtigste theologische Publikation. Dieses Werk fand starken Widerspruch bei den Konservativen und im Evangelischen Oberkirchenrat, die seine Berufung nach Berlin verhindern wollten. Die Sache wurde dann 1888, im „Dreikaiserjahr“, mit Unterstützung Otto von Bismarcks von Wilhelm II. entschieden. Harnack bekam jedoch zeitlebens keine Prüferlaubnis für theologische Prüfungen. Harnack stand häufig im Zentrum kirchenpolitischer Konflikte wie im Apostolikumsstreit und im Babel-Bibel-Streit.
Im wilhelminischen Kaiserreich lehrte Harnack an der Universität zu Berlin. Seine sechzehn Vorlesungen über Das Wesen des Christentums, die er im Wintersemester 1899/1900 hielt, wurden von mehr als 600 Studenten aller Fakultäten gehört. Diese Vorlesungen waren allerdings auch Anlass intensiver Kritik von Seiten konservativer Theologen, namentlich von Theodor Zahn und Eduard Rupprecht. Bereits 1895 hatte der konservative Greifswalder Theologieprofessor Martin von Nathusius die seiner Meinung nach zu diesseitig bezogene theologische Sichtweise Harnacks kritisiert. Leo Baeck setzte sich in seinem 1905 erschienenen Hauptwerk Das Wesen des Judentums kritisch mit den Positionen Harnacks auseinander, ohne jedoch dessen Namen zu erwähnen.

## Harnack als Wissenschaftsorganisator
Harnack pflegte ein Netz von Kontakten zu den Wissenschaftlern seiner Zeit und zu seinen Schülern. In seiner Leipziger Zeit fand er einen Freundeskreis mit Julius Kaftan, Emil Schürer, Wolf Wilhelm von Baudissin und Oscar von Gebhardt. 1874 gründete er in Leipzig eine Kirchenhistorische Gesellschaft. Zu diesem Freundeskreis zählten Caspar René Gregory, Martin Rade, Wilhelm Bornemann, Friedrich Loofs und William Wrede.
Harnack gründete 1876 zusammen mit Emil Schürer die Theologische Literaturzeitung, zusammen mit Oscar von Gebhardt 1886/1887 die Zeitschrift Christliche Welt. Ebenfalls zusammen mit von Gebhardt entstand 1882 die Schriftenreihe Texte und Untersuchungen zur Geschichte der altchristlichen Literatur, deren Bände anfänglich jeweils mehrere Untersuchungen umfassten. Harnack selbst veröffentlichte über beinahe fünf Jahrzehnte in dieser Reihe 49 Aufsätze und Abhandlungen.
Mit dem Eintritt in die Preußische Akademie der Wissenschaften 1890 begann er ein Großprojekt mit der Edition einer kritischen Ausgabe der Griechischen christlichen Schriftsteller der ersten drei Jahrhunderte. Die Akademie setzte dazu die Kirchenväterkommission mit Harnack als Leiter ein. Die Kommission war von vornherein fächerübergreifend besetzt; es arbeiteten klassische Philologen, Althistoriker und Patristiker zusammen. Die Edition wurde auf ungefähr 50 Bände berechnet, die innerhalb von 20 Jahren erscheinen sollten; umfangreiche Untersuchungen dazu sollten in Texte und Untersuchungen erscheinen. Als Bestandsaufnahme für diese Arbeit verfasste Harnack die Geschichte der altchristlichen Literatur bis Eusebius. Die Arbeit der Kirchenväterkommission führte zu einem Aufschwung der Patristik. Diese Arbeit brachte ihn außerdem in engen Kontakt zu Theodor Mommsen.
Harnack engagierte sich für die lebendige Frauenbewegung um 1900. Er gehörte mit Wilhelm Dilthey, Minna Cauer und Hans Delbrück der 1893 von Helene Lange gegründeten Vereinigung zur Veranstaltung von Gymnasialkursen für Frauen an, die sich prinzipiell für ein Recht der Frauen auf ein Universitätsstudium einsetzte. Gemeinsam mit Kaiserin Auguste Viktoria und den Frauenrechtlerinnen Helene Lange und Gertrud Bäumer engagierte er sich für die große Reform des Mädchenbildungswesens im Jahr 1908. Als Hochschullehrer unterstützte er die ersten Studentinnen, nachdem Frauen in Preußen seit den 1890er Jahren die Universitäten besuchen durften.
Zum 200-jährigen Jubiläum der Akademie im Jahr 1900 verfasste Harnack die vierbändige Geschichte der Königlich Preußischen Akademie. Er konnte außerdem erreichen, dass die Kommissionen der Akademie mit eigenen, vom Staat bezahlten Beamtenstellen ausgestattet wurden, so dass sie kontinuierliche Arbeit leisten und die Mitglieder der Kommissionen von organisatorischen Aufgaben entlastet werden konnten. Harnack wurde schließlich selber Vorsitzender der Akademie.
Harnack war maßgeblich an der Gründung der Kaiser-Wilhelm-Gesellschaft zur Förderung der Wissenschaften beteiligt. Von 1911 bis 1930 war er ihr erster Präsident; gleichzeitig hatte er einen Sitz im Senat inne. Vielfach wird der Strukturansatz, Forschungsinstitute (seinerzeit die Kaiser-Wilhelm-Institute) um herausragende Einzelpersonen mit hoher finanzieller und inhaltlicher Eigenverantwortung zu entwickeln, als Harnack-Prinzip bezeichnet. Das Harnack-Prinzip wurde zu einem Markenzeichen der Max-Planck-Gesellschaft.

## Politisches Engagement

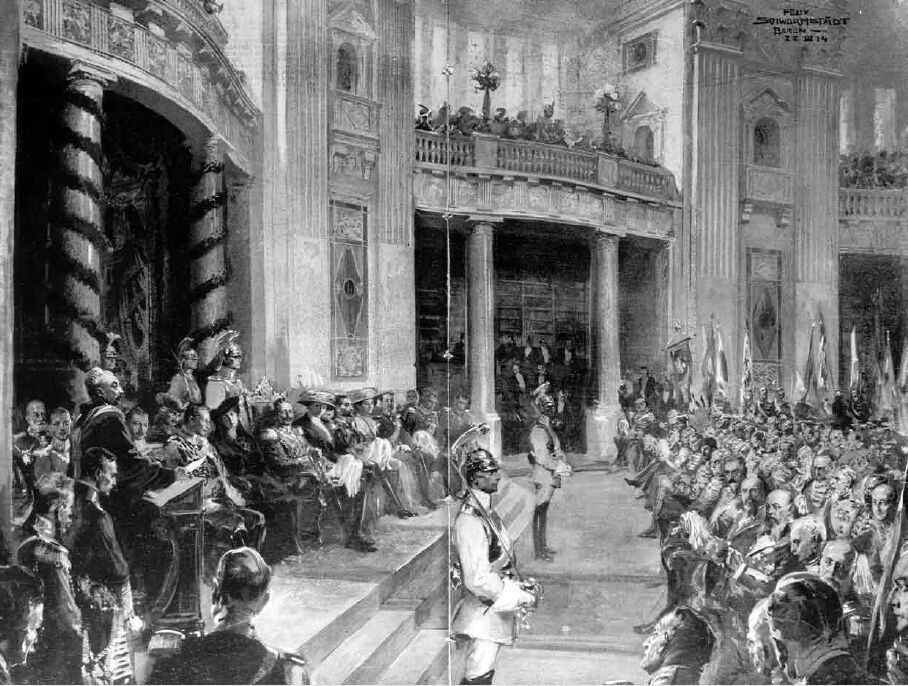
Feier zur Eröffnung der Königlichen Bibliothek 1914 in Anwesenheit von Kaiser Wilhelm II., Festredner von Harnack als Generaldirektor

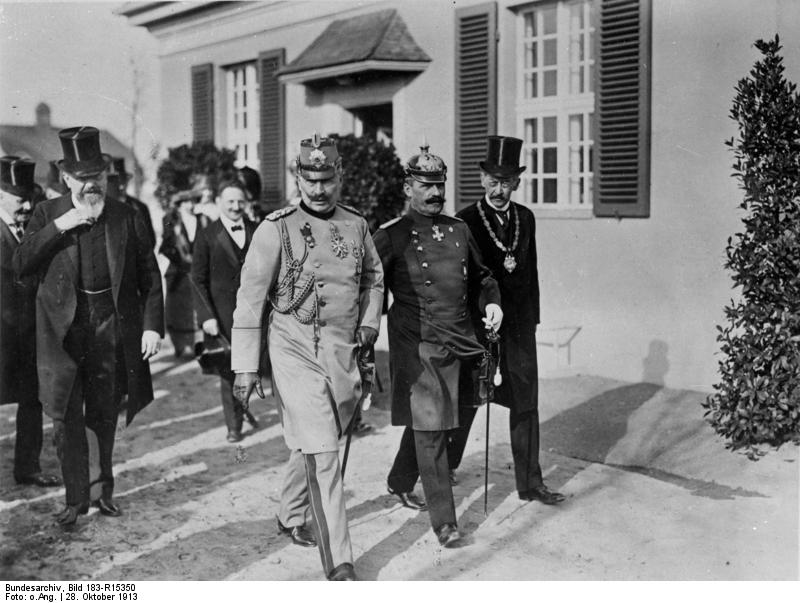
Harnack (rechts) bei der Einweihung des Kaiser-Wilhelm-Instituts für experimentelle Therapie, 28. Oktober 1913

Harnack wurde zum politischen Berater mit vielfältigen politischen Kontakten bis hin zum Reichskanzler Theobald von Bethmann Hollweg. Im engen Zusammenspiel mit den Reformern der Staatsbürokratie vertrat er eine mittlere Linie, setzte auf Interessenausgleich durch Sozialreformen, Konfliktvermeidung und Konsens und wandte sich gegen eine kulturkämpferische Polarisierung und Verschärfung der Klassenkonflikte.
Seine Wertvorstellungen waren bürgerlich-liberal, zielten auf eine parlamentarisch-konstitutionelle Monarchie und standen damit – nicht untypisch für das Großbürgertum – gegen autoritäre Tendenzen im Kaiserreich. Grundsätzlich ging er von der Reformfähigkeit der Gesellschaft aus. Seine traditionskritische Persönlichkeitsreligion enthielt starke Sozialideale, die er im Reich Gottes symbolisiert sah. Den innerweltlichen Beruf eines Christen deutete er als Dienstpflicht am Gemeinwesen.
Außenpolitisch engagierte sich Harnack zwar für eine Verständigung zwischen England und Deutschland, wandte sich gegen den alldeutschen Imperialismus und riet zu Mäßigung und Ausgleich, aber er unterzeichnete auch das Manifest der 93, in dem unter anderem die Kriegsgegner Deutschlands als Lügner beschimpft werden und eine (Mit-)Verantwortung Deutschlands für den Kriegsbeginn geleugnet wird. Gemeinsam mit dem Historiker Reinhold Koser verfasste Harnack den nationalen Aufruf An das deutsche Volk! von Wilhelm II. am 6. August 1914. Darin werden die Opferrolle Deutschlands, der Beistand Gottes („Gott mit uns“) und die Bereitschaft zum totalen Kampf „bis zum letzten Hauch von Mann und Roß“ beschworen. Seine kulturprotestantische Nationalgeschichte schloss die Bereitschaft ein, im Osten deutsche Kultur durch Satellitenstaaten zu sichern. Die Kriegsniederlage und die Novemberrevolution von 1918/19 deutete Harnack als Übergang zu Demokratie und Sozialismus. Gegen die Linie des Mehrheitsprotestantismus, der fast durchweg antirepublikanisch gesinnt war, engagierte sich der konservative Republikaner entschieden für eine soziale Demokratie in der Weimarer Republik.
Harnack war auch politischer Schriftsteller: In seiner 1922 verlegten Schrift Augustin postulierte Harnack seine politisch-theologische Forderung nach einem „neuen Augustinismus“, in dem „die Ehrfurcht vor Gott als der Quelle aller hohen Güter die Erkenntnis und die Gesinnungen der Menschen durchdringt, die wahre Freiheit begründet und einen Bund der Gerechtigkeit und des Friedens schafft“. Harnacks Blick richtete sich in dieser Schrift auf eine Erneuerung der Kultur im Sinne eines zu vertiefenden Geistidealismus, allerdings ohne sich gegen die Moderne zu richten. Über Oswald Spenglers damals populäres Buch Der Untergang des Abendlandes, mit dem sich Harnack nach 1918 intensiv auseinandersetzte, schrieb er, dass dieses mit einem einzigen Namen „über den Haufen zu werfen“ sei: Augustin. Ausführliches Lob erhielt Harnack für seine Schrift Augustin von dem Dichter Gerhart Hauptmann, mit dem er seit 1909 zeitweilig in engem Kontakt stand.

## Ehrungen

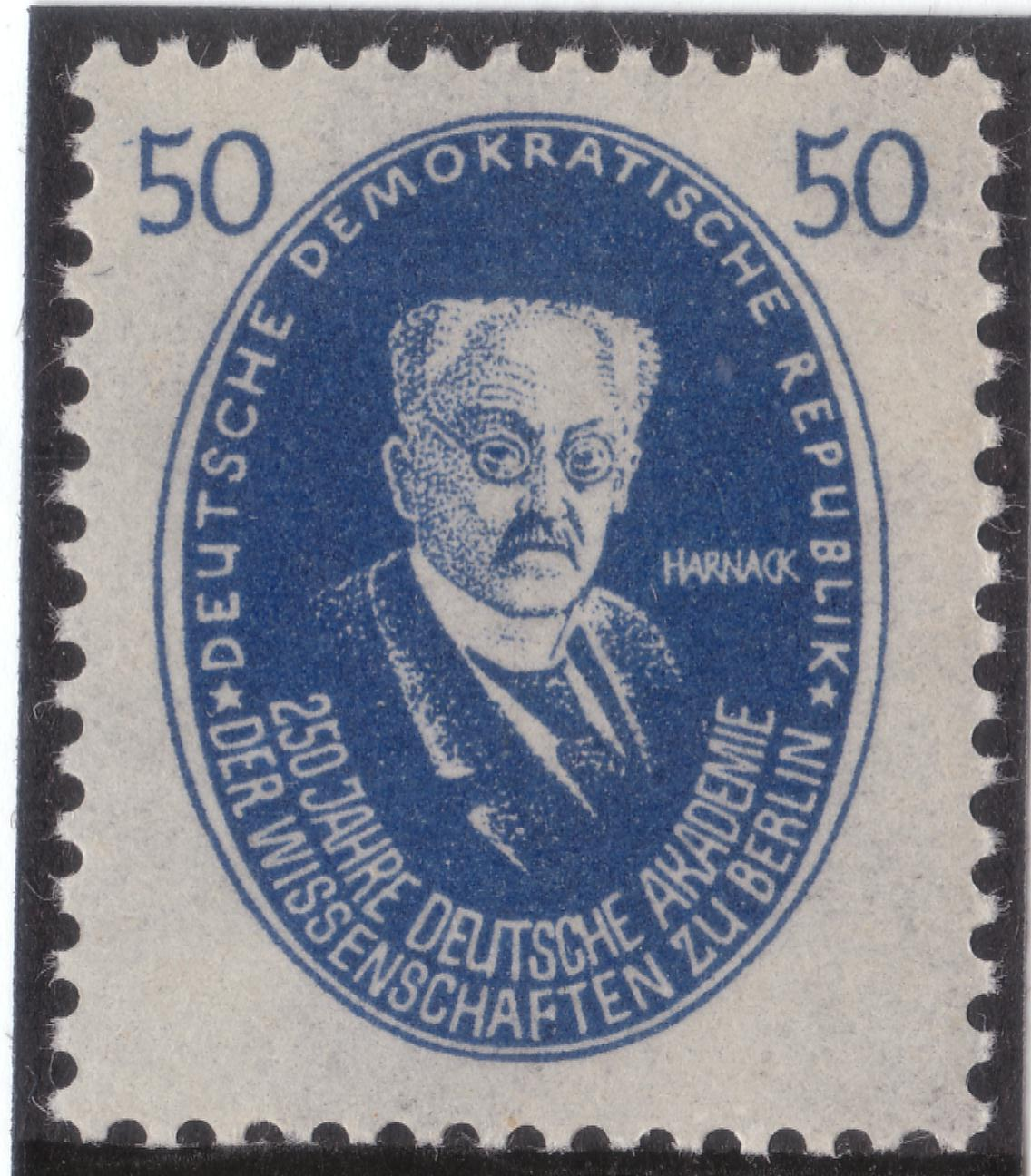
50-Pfennig-Sondermarke der DDR-Post 1950 mit dem Porträt Adolf von Harnacks

Harnack erhielt zahlreiche Auszeichnungen, so wurde er 1902 Mitglied des Ordens Pour le Mérite, dessen Kanzler er von 1923 bis 1930 war. 1904 wurde Harnack in die American Academy of Arts and Sciences und 1907 als korrespondierendes Mitglied in die British Academy gewählt. Er führte den Titel „Königlich Preußischer Wirklicher Geheimrat“. Für seine Verdienste wurde er am 22. März 1914 aus Anlass der Eröffnung des neuen Gebäudes der Königlichen Bibliothek (Unter den Linden 8) mit Diplom vom 9. Juni 1914 in den preußischen erblichen Adelsstand erhoben. Harnack war 1925 der erste Träger der Harnack-Medaille der Kaiser-Wilhelm-Gesellschaft als ihrer höchsten Auszeichnung für besondere Verdienste; 1926 erhielt er den Adlerschild des Deutschen Reiches. Seit 1903 war Harnack korrespondierendes Mitglied des Deutschen Archäologischen Instituts. Im Jahr 1928 benannte die Stadt Berlin die Harnackstraße im geplanten Wissenschaftsviertel in Berlin-Dahlem nach ihm – auch weil er 1910 Mitglied der Königlichen Kommission zur Aufteilung der Domäne Dahlem gewesen war – und die Kaiser-Wilhelm-Gesellschaft ehrte Harnack, indem sie 1929 ihrem dort neu errichteten Tagungs-, Vortrags- und Begegnungszentrum den Namen Harnack-Haus gab. Im Jahr 1953 nahm die Max-Planck-Gesellschaft die 1936 abgebrochene Tradition der Verleihung der Harnack-Medaille wieder auf. 

## Wirkungsgeschichte
Zu den Schülern und Studenten Harnacks gehörten mehrere Generationen von protestantischen Theologen, so etwa der Kirchenhistoriker Ernst von Dobschütz (1870–1934) wie auch Dietrich Bonhoeffer und im Wintersemester 1904 der Marburger Neutestamentler Rudolf Bultmann.
Harnacks theologische Werke sind oft von einer Ablehnung des Alten Testaments bzw. von einem deutlichen Antijudaismus geprägt, weshalb Papst Benedikt XVI. 2007 in ihm einen Theologen sah, der das Erbe des Häretikers Marcion (85–160) vollstrecken wollte, nämlich die Christenheit von der Verbindung zum Alten Testament (und hier vor allem von seiner Gesetzeszentriertheit) zu lösen. Die Gnade Gottes (charisma, pneuma) könne nicht in Gesetze gegossen werden, sondern werde nur dem einzelnen Gläubigen zuteil (oder eben nicht).
Charlotte Knobloch, ehemalige Präsidentin des Zentralrats der Juden in Deutschland, stufte Harnacks Schrift Das Wesen des Christentums als antisemitisch ein. Adolf von Harnack trat allerdings während seines ganzen Lebens als vehementer Gegner des politischen Antisemitismus in Erscheinung; denn seine Ablehnung der Gesetzeszentriertheit und Freude an lutherischer „Gnade allein“ hatte mit einer auf reale gegenwärtige Menschen bezogenen Ablehnung nicht das Geringste zu tun, Harnack war Liberaler. Interessant ist die neue Aktualität Harnacks in der post-konfessionellen, interreligiösen Diskussion, wo das Fehlen einer Kirchenstruktur im Islam auf Harnacks Weise „umgangen“ wird.
Eine kritische Position zum Wirken Harnacks im Kaiserreich nimmt der Historiker John C. G. Röhl ein. So nennt er Harnack in seiner Biographie Wilhelms II. als einen der „unverantwortlichen Ratgeber“ des letzten deutschen Kaisers, der seine Position im Wesentlichen einer unkritisch-schmeichlerischen Haltung dem Herrscher gegenüber zu verdanken gehabt habe. Diese Einschätzung teilt Röhl mit dem ehemaligen Reichskanzler Bernhard von Bülow, auf dessen Memoiren er in diesem Zusammenhang ausführlich zurückgreift.

## Schriften (Auswahl)

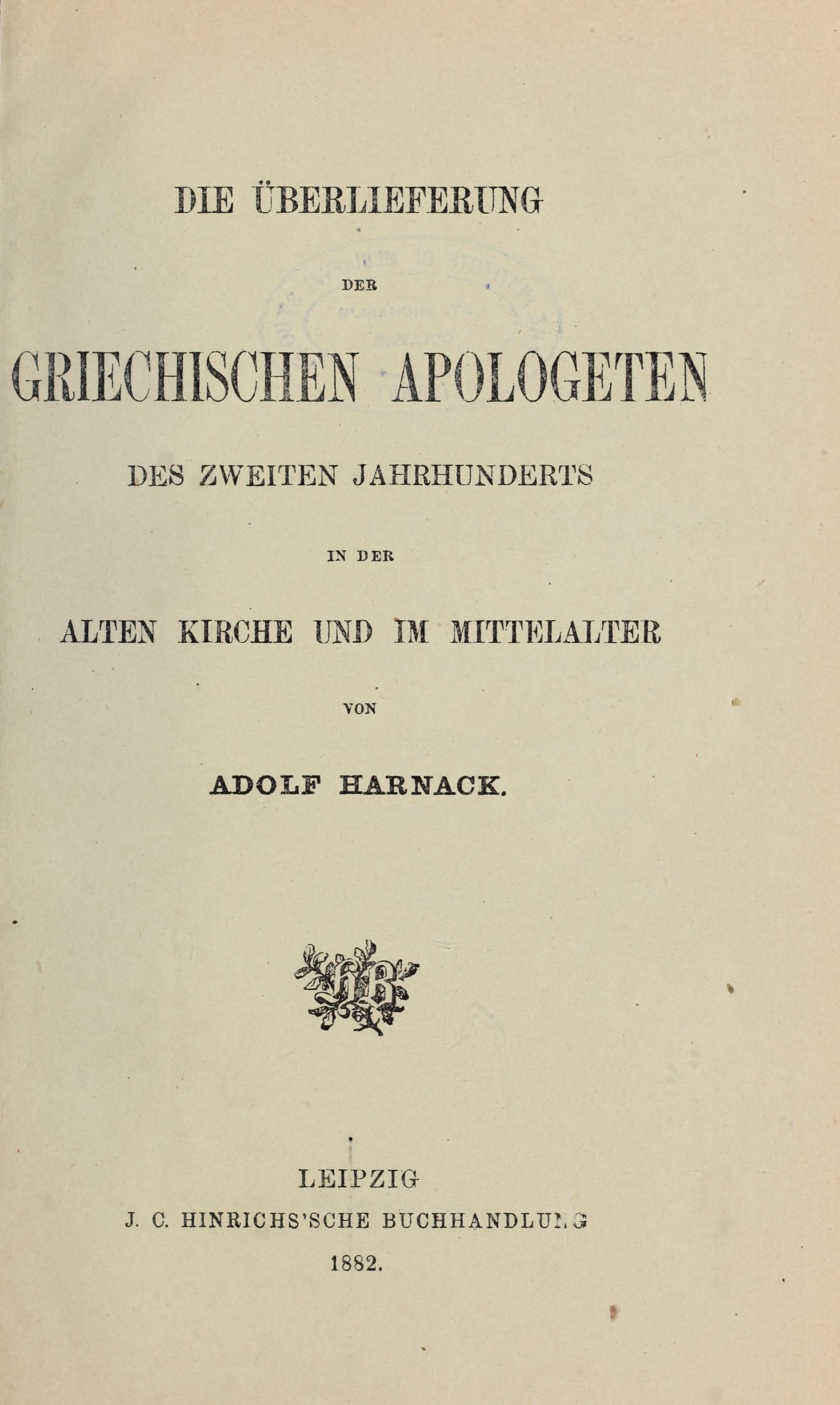
Die erste von 49 Veröffentlichungen in Texte und Untersuchungen

- mit Oscar von Gebhardt (Hrsg.): Hermae Pastor Graece. Addita versione latina recentiore e codice palatino. Hinrichs, Leipzig 1877 (lateinischer und griechischer Text); Textarchiv – Internet Archive.
- Die Zeit des Ignatius und die Chronologie der antiochenischen Bischöfe bis Tyrannus nach Julius Africanus … nebst einer Untersuchung über die Verbreitung der Passio S. Polycarpi im Abendlande. Hinrichs, Leipzig 1878; Textarchiv – Internet Archive.
- Das Mönchtum, seine Ideale und Geschichte. Ricker, Gießen 1881; Textarchiv – Internet Archive. 6. Auflage: 1903; Textarchiv – Internet Archive.
- Grundriss der Dogmengeschichte. Freiburg 1889; Textarchiv – Internet Archive. 2. Hälfte 1891; Textarchiv – Internet Archive.
- Lehrbuch der Dogmengeschichte. Mohr, Freiburg. 1. Auflage. 1886, 4. Auflage. 1909/1910.
  - 1. Band, 1. Auflage, 1886; Textarchiv – Internet Archive. 1. Band, 2. Auflage, 1888; Textarchiv – Internet Archive.
  - 2. Band, 1888; Textarchiv – Internet Archive.
  - 3. Band, 1890; Textarchiv – Internet Archive. 3. Band, 3. Auflage, 1897; Textarchiv – Internet Archive.
- Medicinisches aus der ältesten Kirchengeschichte (= Texte und Untersuchungen zur Geschichte der altchristlichen Literatur. Band 8). Hinrichs, Leipzig 1892; Textarchiv – Internet Archive.
- Dogmengeschichte. 2. Auflage. Mohr, Freiburg/Leipzig 1893; Textarchiv – Internet Archive. 4. verbesserte und bereicherte Auflage: Mohr, Tübingen 1905; Textarchiv – Internet Archive.
- Über die jüngst entdeckten Sprüche Jesu. Mohr, Tübingen 1897; Textarchiv – Internet Archive.
- Geschichte der altchristlichen Litteratur bis Eusebius.
  - Teil 1: Die Überlieferung und der Bestand der altchristlichen Litteratur bis Eusebius. 1893, Textarchiv – Internet Archive
  - Teil 2, Band 1: Die Chronologie der Litteratur bis Irenäus nebst einleitenden Untersuchungen. 1897, Textarchiv – Internet Archive.
  - Teil 2, Band 2: Die Chronologie der Litteratur von Irenäus bis Eusebius. 1904; Textarchiv – Internet Archive.
- Geschichte der Königlich Preußischen Akademie der Wissenschaften zu Berlin, im Auftrage der Akademie bearbeitet. Berlin 1900. Vier Teilbände:
  - Band 1, Teil 1: Von der Gründung bis zum Tode Friedrichs des Großen. Textarchiv – Internet Archive.
  - Band 1, Teil 2: Vom Tode Friedrichs des Großen bis zur Gegenwart. Textarchiv – Internet Archive.
  - Band 2: Urkunden und Actenstücke zur Geschichte der Königlich Preußischen Akademie der Wissenschaften. Textarchiv – Internet Archive.
  - Band 3: Gesammtregister über die in den Schriften der Akademie von 1700–1899 erschienenen wissenschaftlichen Abhandlungen und Festreden. Bearbeitet von Otto Köhnke. Textarchiv – Internet Archive.
- Die Aufgabe der theologischen Facultäten und die allgemeine Religionsgeschichte. Ricker, Gießen 1901; Textarchiv – Internet Archive.
- Sokrates und die alte Kirche. Rede zum Antritt des Rectorats. Berlin 1900; Textarchiv – Internet Archive. Sokrates und die alte Kirche. Rücker, Giessen 1901; Textarchiv – Internet Archive.
- Das Wesen des Christentums. 1. Auflage, Leipzig 1900; Textarchiv – Internet Archive. 3. Auflage, 1902; Textarchiv – Internet Archive. 5. Auflage, 1902; Textarchiv – Internet Archive. Zuletzt 2012, ISBN 978-3-16-151728-0.
- Ptolemäus Brief an die Flora (= Kleine Texte für theologische Vorlesungen und Übungen. Band 9). Marcus und Weber, Bonn 1902 (griechischer Text); Textarchiv – Internet Archive.
- Das Christentum und die Geschichte, ein Vortrag. 5. Auflage. Hinrichs, Leipzig 1904; Textarchiv – Internet Archive.
- Militia Christi: Die christliche Religion und der Soldatenstand in den ersten drei Jahrhunderten. Mohr, Tübingen 1905; Textarchiv – Internet Archive.
- Reden und Aufsätze. 7 Bände. Gießen 1904–1930. 1. Band. Töppelmann, Gießen 1904, 2. Auflage, 1906; Textarchiv – Internet Archive. 2. Band, 2. Auflage. Töppelmann, Gießen 1906; Textarchiv – Internet Archive.
- Die apokryphen Briefe des Paulus an die Laodicener und Korinther (= Kleine Texte für theologische Vorlesungen und Übungen. Band 12). Marcus und Weber, Bonn 1905 (griechischer und lateinischer Text mit detailliertem Kommentar); Textarchiv – Internet Archive.
- Die Mission und Ausbreitung des Christentums in den ersten drei Jahrhunderten.
  - Band 1: Die Mission in Wort und Tat. 3. Auflage, Leipzig 1915 (Digitalisat).
  - Band 2: Die Verbreitung. 3. Auflage, Leipzig 1915 (Digitalisat).
- Einleitung in das Neue Testament. Berliner Vorlesung im Wintersemester 1899/1900. Eine Nachschrift von Carl Richard Schenkel. Johann Anselm Steiger (Hrsg.), Thomas Illg (Mitwirkung). Frommann-Holzboog, Stuttgart-Bad Cannstatt 2015, ISBN 978-3-7728-2611-5.
- Beiträge zur Einleitung in das Neue Testament (Sammelband 1908); Textarchiv – Internet Archive:
  - I. Lukas der Arzt, der Verfasser des dritten Evangeliums und der Apostelgeschichte. Hinrichs, Leipzig 1906.
  - II. Sprüche und Reden Jesu, die zweite Quelle des Matthäus und Lukas. 1907.
  - III. Die Apostelgeschichte. 1908.
- Die Dienstentlassung des Pfarrers Lic. G. Traub. Hinrichs, Leipzig 1912.
- Martin Luther und die Grundlegung der Reformation. Festschrift der Stadt Berlin zum 31. Oktober 1917. Weidmannsche Buchhandlung, Berlin 1917.
- Marcion. Das Evangelium vom fremden Gott. Leipzig 1921, Texte und Untersuchungen, 3. Reihe, 15. Band, 45. Band. Marcion, 2. Auflage. 1924; Textarchiv – Internet Archive.
- Neue Studien zu Marcion; Textarchiv – Internet Archive.
- Einführung in die alte Kirchengeschichte. Das Schreiben der römischen Kirche an die korinthische aus der Zeit Domitians (1. Clemensbrief). J. C. Hinrichs, Leipzig 1929 (mit deutscher Übersetzung); Textarchiv – Internet Archive.
- Schriften über Krieg und Christentum. „Militia Christi“ (1905) und Texte mit Bezug zum Ersten Weltkrieg. Norderstedt 2021, ISBN 978-3-7534-1759-2.

### Lexikonartikel
- Heinz Liebing: Harnack, Karl Gustav Adolf von. In: Neue Deutsche Biographie (NDB). Band 7, Duncker & Humblot, Berlin 1966, ISBN 3-428-00188-5, S. 688–699 (Digitalisat).
- Friedrich Wilhelm Kantzenbach: Harnack, Adolf von. In: Theologische Realenzyklopädie, Band 14 (1985), S. 450–458.
- Friedrich Wilhelm Bautz: Harnack, Adolf von. In: Biographisch-Bibliographisches Kirchenlexikon (BBKL). Band 2, Bautz, Hamm 1990, ISBN 3-88309-032-8, Sp. 554–568 (Artikel/Artikelanfang im Internet-Archive).

### Bibliographien
- Friedrich Smend: Adolf von Harnack. Verzeichnis seiner Schriften. Hinrich, Leipzig 1927.
- Axel von Harnack: Adolf von Harnack. Verzeichnis seiner Schriften. Nachtrag 1927–1930. Verzeichnis der ihm gewidmeten Schriften. Leipzig 1931.
- Jürgen Hönscheid: Kurzgefaßtes Verzeichnis der Korrespondenz Adolf von Harnacks. In: Zeitschrift für Kirchengeschichte 88, 1977, S. 284–301.
  - Neuauflage: Adolf von Harnack. Verzeichnis seiner Schriften. Mit einem Geleitwort und bibliographischen Nachträgen bis 1985 von Jürgen Dummer. Zentralantiquariat der DDR, Leipzig 1990, ISBN 3-7463-0165-3 / Saur, München 1990, ISBN 3-598-10321-2.
- Björn Biester: Harnack-Bibliographie. Verzeichnis der Literatur über Adolf von Harnack 1911–2002. Selbstverlag, Erfurt 2002.

### Monographien
- Agnes von Zahn-Harnack: Adolf von Harnack. Berlin-Tempelhof 1936, 2. Auflage, De Gruyter, Berlin 1951.
- Carl-Jürgen Kaltenborn: Adolf von Harnack als Lehrer Dietrich Bonhoeffers. Evangelische Verlagsanstalt, Berlin 1973.
- Stefan Rebenich: Theodor Mommsen und Adolf Harnack. Wissenschaft und Politik im Berlin des ausgehenden 19. Jahrhunderts. de Gruyter, Berlin 1997, ISBN 3-11-015079-4.
- Christian Nottmeier: Adolf von Harnack und die deutsche Politik 1890–1930. Eine biographische Studie zum Verhältnis von Protestantismus, Wissenschaft und Politik. Mohr Siebeck, Tübingen 2004, ISBN 3-16-148154-2.
- Kurt Nowak, Otto Gerhard Oexle (Hrsg.): Adolf von Harnack. Theologe, Historiker, Wissenschaftspolitiker. Vandenhoeck & Ruprecht, Göttingen 2001, ISBN 3-525-35477-0.
- Gunther Wenz: Der Kulturprotestant. Adolf von Harnack als Christentumstheoretiker und Kontroverstheologe. Utz Wissenschaftsverlag, München 2001, ISBN 3-8316-0038-4.
- Kurt Nowak, Otto Gerhard Oexle, Trutz Rendtorff, Kurt-Victor Selge (Hrsg.): Adolf von Harnack. Christentum, Wissenschaft und Gesellschaft. Vandenhoeck & Ruprecht, Göttingen 2003, ISBN 3-525-35854-7.
- Wolfram Kinzig: Harnack, Marcion und das Judentum. Nebst einer kommentierten Edition des Briefwechsels Adolf von Harnacks mit Houston Stewart Chamberlain (= Arbeiten zur Kirchen- und Theologiegeschichte, Band 13). Evangelische Verlagsanstalt, Leipzig 2004, ISBN 3-374-02181-6.
- Robert L. Powers: Adolf von Harnack, Werner Jaeger, and the Crisis of Weimar Culture. Greco-Christian Humanism at the Crossroads of Tradition and Modernity. Mohr Siebeck, Tübingen 2025, ISBN 978-3-16-163990-6.

### Aufsätze
- Peter C. Bloth: Adolf Harnacks Examenskatechese Dorpat 1872. In: Zeitschrift für Kirchengeschichte. Band 112 (Vierte Folge, Band 45), 2001, ISSN 0044-2925, S. 355–371.
- Peter C. Bloth: Beobachtungen und Fragen zur Edition von Adolf Harnacks erster Marcion Schrift. In: Zeitschrift für Kirchengeschichte. Band 116 (Vierte Folge, Band 54), 2005, ISSN 0044-2925, S.  79–89.
- René Buchholz: Marginalien zu einer These Harnacks. In: Zeitschrift für Katholische Theologie. Band 131, 2009, S. 26–46 (ungekürzte und aktualisierte Fassung Dezember 2020, academia.edu).
- Konstantin von Freytag-Loringhoven: Adolf von Harnack (1851–1930) und Wilhelm Ostwald (1853–1932). Leben und Lernen in Dorpat als lebenslange Referenz zweier deutschbaltischer Wissenschaftler. In: Einst und Jetzt. Band 59, 2014, S. 41–90.
- Felix E. Hirsch: The Scholar as Librarian: To the Memory of Adolf Von Harnack. In: The Library Quarterly: Information, Community, Policy. Band 9, Nummer 3, 1939, S. 299–320.
- Erik Lehnert: Adolf von Harnack – der Universalgelehrte am Hof. In: Männer um Kaiser Wilhelm II. (= Die Mark Brandenburg. Heft 73). Marika Großer Verlag, Berlin 2009, ISBN 978-3-910134-13-3.
- Bernard Mallmann: Enthellenisierung des Christentums? Harnacks Vorstoß in der Kritik. In: Internationale katholische Zeitschrift Communio. Jahrgang 50, 2021, S. 393–407.
- Karl H. Neufeld: Adolf von Harnack. In: Hans-Ulrich Wehler: Deutsche Historiker. Band 7, Vandenhoeck und Ruprecht, Göttingen 1980, ISBN 3-525-33449-4, S. 24–38.
- Kurt Nowak: Adolf von Harnack. Wissenschaft und Weltgestaltung auf dem Boden des modernen Protestantismus. In: Derselbe: Adolf von Harnack als Zeitgenosse. Reden und Schriften aus den Jahren des Kaiserreichs und der Weimarer Republik. De Gruyter, Berlin 1996, ISBN 3-11-013799-2, S. 1–99.
- Kurt Nowak: Was ist eine Nation? Die Antworten Ernest Renans und Adolf von Harnacks. In: Rechtshistorisches Journal. Band 20, 2001, S. 311–324.
- Stefan Rebenich: Die Altertumswissenschaften und die Kirchenväterkommission an der Akademie: Theodor Mommsen und Adolf Harnack. In: Jürgen Kocka (Hrsg.): Die Königlich Preußische Akademie der Wissenschaften zu Berlin im Kaiserreich. Akademie-Verlag, Berlin 1999, S. 199–233 (PDF).